# 錢藻 (明朝)
錢藻（1531年—1596年），字自文，號淑吾，直隸如臯縣人，匠籍，明朝政治人物。

## 生平
嘉靖三十七年（1558年）戊午科應天府鄉試第一百十六名。嘉靖三十八年（1559年）己未科二甲進士。初授南京礼部主事，累官广信府知府。萬曆元年四月升为山东副使、整饬霸州，三年十二月以原衔整饬密云兵备，升山东左参政，六年正月升湖广按察使，六年八月升广东右布政使，七年提调广东乡试，改任貴州布政使，九年十月补任湖广左布政使。二十一年五月起补貴州左布政使，七月升南京太仆寺卿，二十二年三月改南京光禄寺卿，二十三年五月升順天府府尹，次年春卒於任，赐祭葬如例。

## 家族
曾祖錢玘；祖父錢轍，曾任縣丞；父錢岳，母吳氏。严侍下。